# Birgitta Alm
Irma Birgitta Alm Björkman, känd som Birgitta Alm, född 6 september 1937, död 14 juni 2025 i Oscars distrikt, Stockholm, var en svensk skådespelerska och TV-journalist.

## Karriär
Alm var verksam som skådespelare under 1950- och 1960-talen och medverkade i fyra filmer och en TV-serie. Debuten skedde i 1952 års Blondie, Biffen och Bananen.
År 1967 anställdes hon som studioreporter och redaktör på Sveriges Radios samhällsredaktion vid televisionen. 1973–1975 arbetade hon som studioreporter och redaktör för programmet Aktuellt i veckan. I mitten av 1970-talet var hon också en av initiativtagarna till samhällsprogrammet Studio S. 1982 anställdes hon som reporter vid nyhetsprogrammet Aktuellt, där hennes inriktning kom att bli politik och arbetsmarknad; sedan 1994 var hon redaktör för samma program.

## Filmografi
- 1952 – Blondie, Biffen och Bananen
- 1959 – 13 Demon Street (TV-serie)
- 1961 – Pongo och de 101 dalmatinerna
- 1962 – Nils Holgerssons underbara resa
- 1963 – Den gula bilen